# Austalis latilimbata
Austalis latilimbata är en tvåvingeart som först beskrevs av de Meijere 1913.  Austalis latilimbata ingår i släktet Austalis och familjen blomflugor. Inga underarter finns listade i Catalogue of Life.